# Geghasar
Geghasar – wieś w Armenii, w prowincji Lorri. W 2011 roku liczyła 916 mieszkańców.